# Roger Feutmba
Roger Feutmba (Yaoundé, 1968. október 31. –) kameruni válogatott labdarúgó.

## Pályafutása

### Klubcsapatban
1986 és 1991 között az Union Douala csapatában játszott, melynek tagjaként 1990-ben megnyerte a kameruni bajnokságot. 1991 és 1996 között Belgiumban a Kortrijkban szerepelt. 1996 és 1999 között a dél-afrikai Mamelodi Sundowns játékosa volt. 1998-ban és 1999-ben megnyerte csapatával a dél-afrikai bajnokságot.

### A válogatottban
1987 és 1995 között 40 alkalommal szerepelt a kameruni válogatottban. Részt vett az 1990-es és az 1992-es Afrikai nemzetek kupáján, illetve az 1990-es világbajnokságon, de egyetlen mérkőzésen sem lépett pályára.

## Sikerei, díjai
Union Douala
- Kameruni bajnok (1): 1990

Mamelodi Sundowns
- Dél-afrikai bajnok (2): 1997–98, 1998–99